# Heliport Balzers
Heliport Balzers – heliport zlokalizowany w miejscowości Balzers, w Liechtensteinie.